# Forges de Basse-Indre
Les Forges de Basse-Indre sont un établissement industriel créé en 1822 dans la commune d'Indre (Loire-Atlantique) en France et le fondement d'une société industrielle qui a joué un rôle dans l'industrie sidérurgique française, notamment avec la raison sociale de J.J. Carnaud et Forges de Basse-Indre, dans le secteur de la ferblanterie, activité essentiellement liée à l'industrie de la conserve, dans laquelle Nantes a eu très tôt une position de premier plan.
L'activité industrielle des Forges de Basse-Indre dure encore de nos jours dans le cadre du groupe Arcelor-Mittal, l'unité de production étant désormais dénommée Arcelor Packaging International. Par ailleurs, le groupe compte une filiale nantaise : Carnaud Metalbox qui reprend le nom d'une personnalité importante dans l'histoire des Forges de Basse-Indre.
Au niveau local, les Forges de Basse-Indre ont longtemps été un des éléments d'un pôle métallurgique de la banlieue ouest de Nantes, où l'on trouvait la fonderie d'Indret (aussi à Indre, toujours existante depuis 1777) et les fonderies et laminoirs de Couëron (1861-1988), dans le prolongement des industries diverses de la commune (puis quartier) de Chantenay.

## L'entreprise

### Les débuts (1821-1825)
La première opération concrète est l'achat, le 31 octobre 1821, de l'ancien chantier naval Crucy  par un groupe d'industriels britanniques du Pays de Galles. Il s'agit de : John Thomas, maître de forges à Pontymister (en) près de Newport ; de Joseph Davis, négociant à Cardiff ; de Thomas Hugues, propriétaire à Newport ; d'Andrew Pope et William Brewer ; ils forment une société « John Thomas, Hugues and Co » enregistrée en mai 1822. John Thomas est délégué à Nantes comme directeur de l'usine, ce qu'il restera jusqu'à sa mort en 1829. Il travaille avec un mandataire français, le négociant nantais François Denis Poulet. Des changements interviennent cependant dès 1823 par suite de l'entrée dans le capital de l'armateur nantais Thomas Dobrée (père) ; la société devient "John Thomas and Co" ; Thomas Dobrée devient le mandataire français à la place de François Poulet.
Entretemps, ont eu lieu les opérations de construction et d'implantation du matériel, mais aussi les formalités administratives : autorisation d'importer le matériel nécessaire à l'usine (1822) ; avis (favorable) du Conseil général des mines (décembre 1823) ; ordonnance royale autorisant le fonctionnement (14 avril 1824), la première émise en France pour une "forge à l'anglaise" (c'est-à-dire avec des fours à puddler). Les forges sont opérationnelles en juin 1824.

### La Compagnie des Forges de Basse-Indre (1825-1836)
La situation financière de la société donne à Thomas Dobrée, avec l'aide du banquier Goüin (Éd. et J. Goüin), un rôle essentiel : de tous les associés, il est le seul à avoir des fonds importants et surtout du crédit, y compris en Angleterre. Il est assez fortement créancier de la société, aussi cela l'amène à opérer un nouveau changement : il fait entrer dans le capital des amis anglais, les Enderby, avec qui il est déjà associé pour la chasse à la baleine. La nouvelle société reçoit le nom de "Compagnie des Forges de Basse-Indre" (1825). Le capital de 500 000 francs est divisé en 20 parts réparties entre les Enderby (11), Thomas Dobrée (3), John Thomas (3), les Pope (3). 
Dans l'ensemble, les résultats économiques ne sont pas brillants ; la production, 500 tonnes en 1825 atteint 1500 tonnes au maximum dans les années suivantes. Les décès de Thomas Dobrée en 1828 (sa veuve prend momentanément sa place) et de John Thomas en 1829 créent une situation difficile pour la firme et l'activité industrielle est suspendue en 1831. 
En 1835, les Enderby rachètent les parts Dobrée et décident de liquider la société en revendant l'usine. Celle-ci est rachetée le 31 mars 1836 pour 90 000 francs par la société Riant Frères, la maison de commerce Poupillier et le banquier Adolphe Lebaudy (appuyé par les Goüin), qui forment une société en nom collectif. 
En 1840, pour des raisons familiales, les parts Poupillier et Lebaudy seront vendues à Pierre Viols et à Adrien Langlois, son gendre.

### La période Riant-Langlois (1836-1902)
L'activité reprend en 1836 sous la direction de Joseph-Ferdinand Riant, négociant en métaux devenu maître de forges dans l'Allier, dirige la société de 1836 à 1847. À partir de 1845, cependant, il se réoriente vers une autre entreprise à Aubin en Aveyron et est remplacé en 1847 par Adrien Langlois. En 1852, les frères Riant ayant fait faillite, ils quittent totalement Basse-Indre. Adrien Langlois reste à la tête de l'entreprise jusqu'en 1880 et laisse la place à son fils Léon Langlois. Un autre fils, Eugène, est aussi actif dans l'usine.
Dans la période 1836-1864, les Forges de Basse-Indre deviennent le centre d'un petit groupe sidérurgique détenant des actifs non seulement à Indre, mais aussi à Moisdon-la-Rivière, au nord de Nantes (forges), à Duravel (Lot), à Mendive (Basses-Pyrénées, hauts-fourneaux) et qui fonctionne grâce au cabotage entre le port de Nantes en fond d'estuaire de la Loire, le port de Bordeaux et le port de Bayonne. Cette structuration prend fin compte tenu de changements techniques (chemin de fer) et politiques (règlementation douanière).

### J.J. Carnaud et Forges de Basse-Indre (1902-1984)

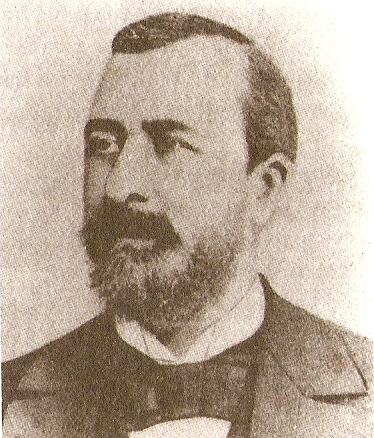
Jules-Joseph Carnaud

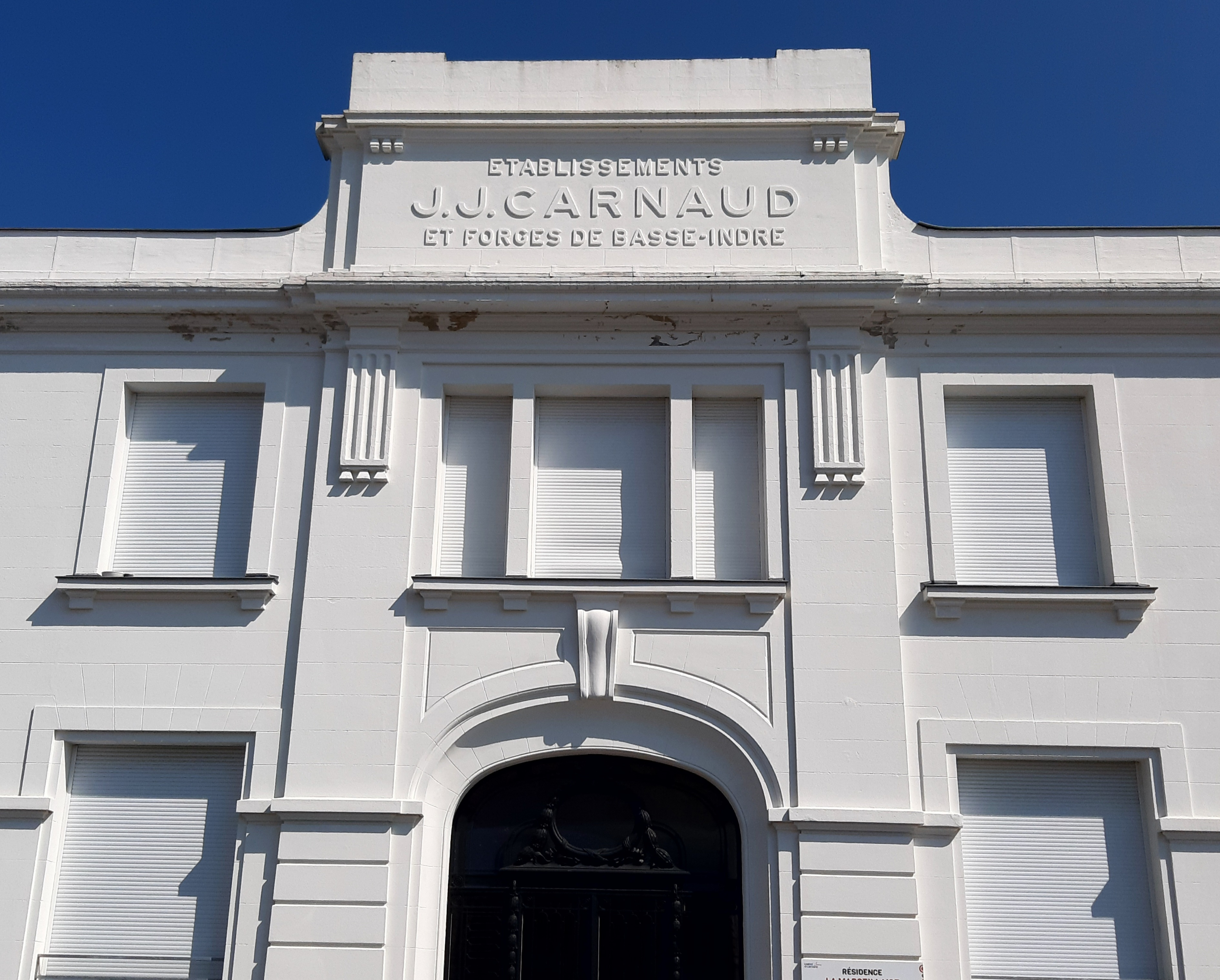
Façade de l'ancien établissement J.J. Carnaud, Forges de Basse-Indre à Chantenay-sur-Loire

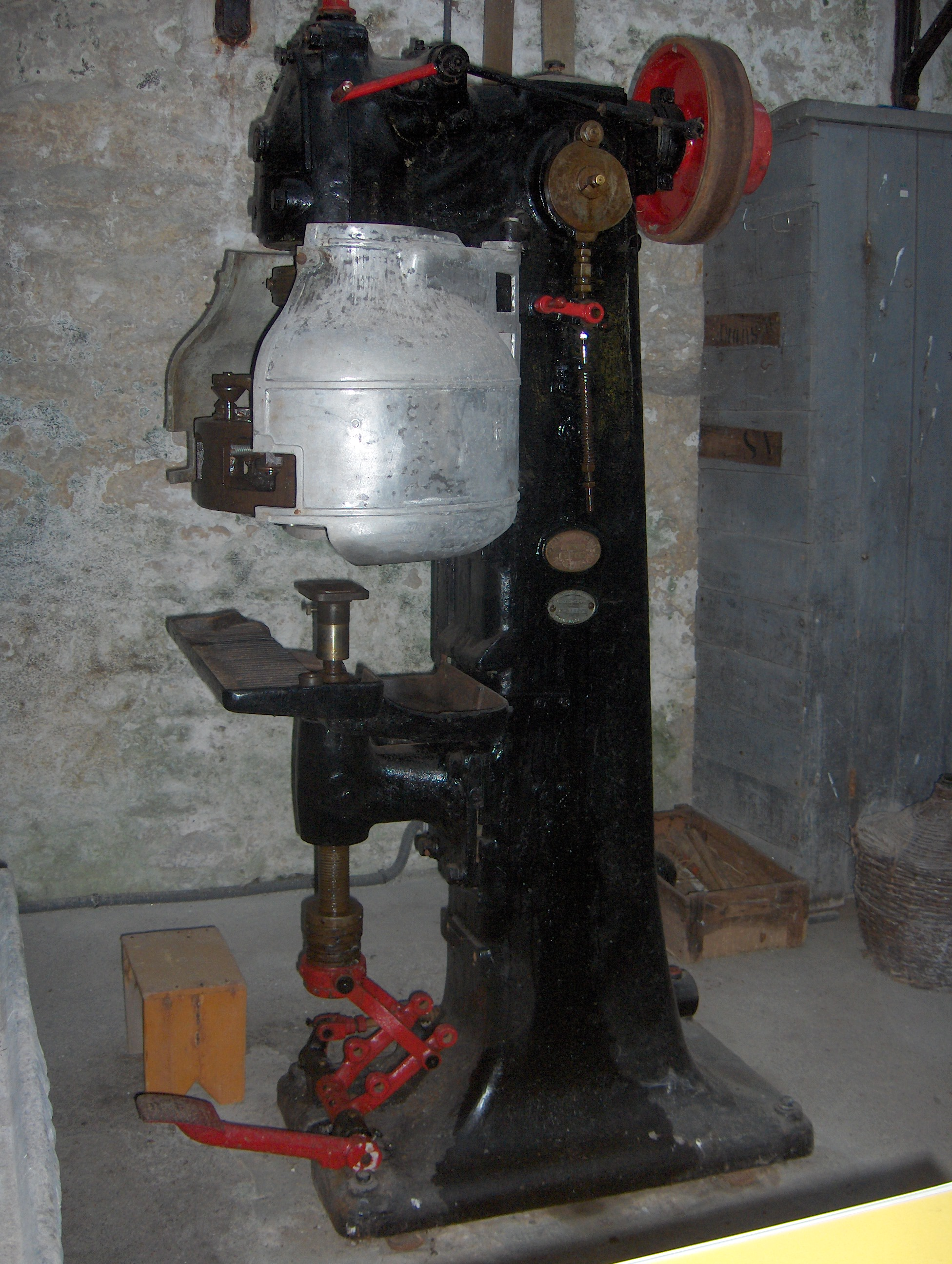
Sertisseuse de boîtes de conserve J.J. Carnaud (Loctudy)

Dans les années 1890, l'intervention de Jules-Joseph Carnaud, ferblantier parisien, mais présent à Nantes, qui est un des principaux clients des Forges, aboutit en 1902 à la création d'une nouvelle société : JJ Carnaud et Forges de Basse-Indre, couramment appelée Carnaud-Basse-Indre, spécialisée dans la production et l'utilisation du fer blanc. Dans l'entre-deux-guerres, CBI est intégré au groupe sidérurgique lorrain De Wendel dont plusieurs de ses dirigeants sont issus.
Carnaud-Basse-Indre au début des années 1950
La production augmente rapidement : 6000 tonnes de fer-blanc en 1913, 47000 en 1937, environ 100 000 vers 1955. À cette date, Carnaud-Basse-Indre contrôle, 
- l'établissement d'origine, qui compte 3 000 employés
- la mine de fer de Sion-les-Mines[12] (Loire-Inférieure)
- la mine d'étain d'Abbaretz (Loire-Inférieure)
- 3 carrières en Maine-et-Loire (Montjean-sur-Loire) et Vendée (chaux et matériaux réfractaires)
- une usine de construction mécanique à Boulogne-Billancourt (machines-outils pour le groupe)
- 17 usines de fabrication de boîtes et emballages métalliques. Celles-ci se répartissent en France et dans l'Union française : Nantes (2), Bordeaux, Marseille, Lyon, Périgueux, Carpentras, Casablanca, etc. Le fer-blanc de Basse-Indre est aussi vendu à des usines indépendantes (Douarnenez, Concarneau, Quimperlé). La seule concurrence locale est alors celle des Forges d'Hennebont dont la production est très inférieure.

À partir des années 1960, les grands mouvements de la sidérurgie française concernent l'entreprise, qui va successivement être intégrée aux groupes Sollac, Usinor, puis Arcelor.
En décembre 1967, J. J. Carnaud et Forges de Basse-Indre met en service une seconde ligne d'étamage par électrolyse d'une capacité annuelle de 138 000 t. Cette ligne, conçue pour atteindre 214 000 t/an avec des bacs supplémentaires, complète la ligne de Laon d'une capacité de 130 000 t. C'est la 5e ligne de ce type en France, les autres étant opérées par la Sollac.

## L'établissement industriel de Basse-Indre

### Évolution technique et économique
Les débuts
Les premières installations (dont les bureaux) sont implantées sur la partie ouest de l'île de Basse-Indre (soubassement de gneiss) ; les extensions ultérieures se feront sur des terrains alluvionnaires et inondables qui devront être apprêtés avant utilisation.
L'ordonnance royale de 1824 fournit une description du matériel installé à Basse-Indre : "- une pompe à feu de 55 à 65 CV ; - huit fourneaux à réverbère destinés à affiner la fonte et à chauffer le fer ; - six laminoirs pour étirer le fer à divers échantillons et en tôles, dont trois laminoirs à trois cylindres pour les fers marchands, un grand laminoir avec sa cisaille, deux laminoirs de 15 pouces de diamètre ; - deux fourneaux à réverbère pour réchauffer ou refondre le fer, le cuivre, le laiton ou autres matières ; - deux feux de forge.". L'effectif des ouvriers est d'environ 150. Ce sont des travailleurs d'Indret, disponibles en raison des difficultés que connaît alors l'arsenal. La fonte provient de divers hauts-fourneaux bretons (au bois).
L'usine Carnaud-Basse-Indre en 1955
Elle emploie alors environ 3 300 personnes : 400 cadres et employés administratifs et 2 900 ouvriers ; 9 % des ouvriers sont étrangers, principalement des Polonais. Quelque 950 employés sont logés dans des logements ouvriers de l'entreprise.  
L'usine s'étend sur 1 600 m le long du fleuve, en aval de Basse-Indre, et sur 300 m en profondeur ; elle dispose d'un embranchement de chemin de fer et d'une jetée sur la Loire. Sur le plan technique, elle comporte deux processus de production : une aciérie avec deux fours Martin dont le produit est traité selon le procédé ancien du laminage en feuilles ; un train de laminage en bandes à froid, installé en 1952,  qui traite de l'acier laminé à chaud et mis en bobines à Denain par Usinor, complété par des machines à cisailler. Les feuilles d'acier obtenues par l'un ou l'autre processus sont ensuite étamées.
En 1955, l'avenir est plutôt sombre pour les Forges de Basse-Indre : on est en cours de construction de l'usine de Hayange de la SOLLAC, dont Carnaud-Basse-Indre est un des actionnaires. Un projet de la direction est, lorsqu'Hayange produira des bobines d'acier, de fermer à Basse-Indre les installations de laminage en feuille et l'aciérie, ce qui supprimerait 1500 emplois. Une autre possibilité serait d'installer un train de laminage à chaud ce qui permettrait d'utiliser l'acier produit sur place.

### L'entreprise comme acteur social
La construction de logements ouvriers
Pendant et après la Première Guerre mondiale, le secteur Indre-Couëron connaît des problèmes de logement en raison de l'arrivée de travailleurs coloniaux et étrangers. Une politique de construction de cités ouvrières a lieu dans cette période. En 1919, notamment, est créée la " Société des Maisons Ouvrières des Forges de Basse-Indre " ; la construction effective commence en 1920 sur le site de la Chabossière à Couëron. En 1949, la société prend le nom de Société d'HLM des Forges de Basse-Indre. En 1972, elle passe sous le contrôle de la Caisse des dépôts et consignation et étend son activité à l'ensemble du département, puis de la région (actuellement : Société des Marches de l'Ouest).

### Le mouvement ouvrier
Parmi les militants syndicaux, on peut noter le nom d'Yves Bodiguel (1910-1945) de la CFTC : il entre à CBI en 1937 comme contremaître ; pendant la guerre, il est président de l'UL CFTC de Nantes, syndicat interdit, puis participe au mouvement Libération-Nord ; déporté à Neuengamme en 1944, il meurt en mer Baltique au cours du bombardement d'un navire sur lequel il était en cours d'évacuation.

## Autres établissements

### Maroc
En 1928, est créée la Société africaine des Établissements JJ Carnaud et Forges de Basse-Indre, localisée à Casablanca (boulevard Denfert-Rochereau en 1966).
Actuellement, Carnaud Maroc a une usine d'ancienne implantation à Casablanca et deux autres auraient été construites récemment : à Agadir (2008) et Casablanca (2009).

## Personnalités liées à l'histoire des Forges de Basse-Indre
- Thomas Dobrée (1781-1828) : les Dobrée sont originaires de Guernesey et se sont établis à Nantes en tant qu'armateurs. Thomas Dobrée est le fils de Pierre-Frédéric Dobrée (1757-1801) et de Marie-Rose Schweighauser. En 1812, il crée sa société d'armement, qui va notamment se lancer en 1817 dans la pêche à la baleine (activité poursuivie jusqu'en 1837). Il épouse Frédérique Möller, et leur fils Thomas (II) (1810-1895) est à l'origine du musée nantais qui porte son nom. En revanche, il ne s'est pas du tout impliqué dans la société des Forges de Basse-Indre.
- François Denis Poulet : ce négociant nantais est apparenté à la famille d'imprimeurs Poulet-Malassis. Il est l'auteur d'une brochure parue en 1822, dans laquelle il s'efforce de démontrer que les Forges de Basse-Indre sont une entreprise purement française. C'est seulement en 1823 qu'il reconnaît être le mandataire d'un groupe d'hommes d'affaires britanniques, peu de temps d'ailleurs avant d'être évincé de l'opération.
- John Thomas
- Joseph-Ferdinand Riant : il est issu d'une famille de négociants et hommes d'affaires implantée à Lyon et Paris, liée à un des premiers régents de la Banque de France, Jean-Auguste Sévène[19]. Joseph-Ferdinand Riant et son frère Jean-Louis se lancent dans  les années 1810 dans le négoce des métaux, à Paris, où ils sont associés du marchand de fer Louis-Victor Moreau (1757-1816), dont ils reprennent l'entreprise en 1816 ; ils entrent ensuite dans l'industrie sidérurgique, en rachetant en 1825 au comte Alexis-Jacques de Serre de Saint-Romans (1770-1843) le domaine minier de Fins (Allier) et en créant des forges tout près de là, à Châtillon. Ils revendent cette entreprise en 1831 à Narcisse Lafond. Joseph-Ferdinand prend la direction de l'usine de Basse-Indre en 1836. En 1845, il crée la « Compagnie des mines, fonderies et forges d'Aubin » (Aveyron) et quitte la direction de l'usine en 1847. La Compagnie d'Aubin est liquidée dès 1851.
Joseph-Ferdinand Riant est inhumé dans le cimetière de Basse-Indre.
- Jules Joseph Carnaud : ferblantier parisien, il crée une succursale à Nantes en 1895, avant de s'associer avec les Forges de Basse-Indre en 1902.
- René Cartier: Directeur de 1942 à 1956